# Мара Јанковић
Мара Јанковић (рођена Поповић, 8. март 1926, Земун — 8. март 2009, Београд) била је српска певачица поп и џез музике, најпознатија као чланица групе Вокални квартет Предрага Ивановића. Пре тога певала је као солиста, а на наговор осталих чланова групе, који су били и њени пријатељи, придружила им се 1952. и остала све до распада групе, 1974. године. Са квартетом, наступала је широм Европе, а остали су упамћени по евергрину Под сјајем звезда, из филма Љубав и мода, 1960. Као солиста, одржала је велики број концерата са џез оркестром Радио Београда, под диригентском палицом Војислава Бубише Симића. „По мом мишљењу, била је прва џез певачица у СФРЈ, и већ 1946. године је наступала у Љубљани са диригентом Бојаном Адамичем, који је писао аранжмане за њу“, изјавио је Ивановић, сада једини живи члан групе, после Марине смрти, и додао: „Имала је златан глас. Дивио сам се њеном акценту српског језика. Била је добар радник и друг. Цео живот је била весела и расположена, весела и кад је плакала, а плакала је само у сети. Сви смо је волели“. Мара се из музичког света повукла 1975. године, а преминула је у Београду, у 84. години.